# Банбері (Оксфордшир)
Ба́нбері (англ. Banbury) — ринкове місто в Англії, в регіоні Південно-Східна Англія, входить до графства Оксфордшир у складі району Чарвелл.
Чисельність населення, за даними перепису 2011 року, становила 46 853 особи.

## Географія
Банбері розташоване за 103 км на північний захід від Лондона, 61 км на південний схід від Бірмінгема, 43 км на південь від Ковентрі і 34 км на північний захід від Оксфорда, на березі річки Чарвелл (ліва притока Темзи).

## Економіка
Банбері є значним комерційним та торговим центром для навколишньої місцевості, яка переважно сільська. Основними галузями промисловості в Банбері є виробництво автомобільних запчастин, електротехнічних виробів, пластиків, їжі.
У Банбері розташоване одне з найбільших у світі виробництв кави компанії Jacobs Douwe Egberts, відкрите 1964 року.

## Культура та спорт
- Місто широко відоме завдяки банберійським тістечкам, схожим на еклські.
- Від липня 2000 року в місті щорічно проходить <i>Banbury Hobby Horse Festival</i>.
- У Банбері розташована база перегонової команди Haas F1 Team, яка раніше була базою команди «Marussia F1».
- У місті базується Arden International[en] — міжнародна автоперегонова команда, яку заснував Крістіан Горнер.
- За кілька кілометрів від міста розташована садиба Вордінгтон[en] — колишня сімейна резиденція баронів Вордінгтонів[en].

## Фотогалерея

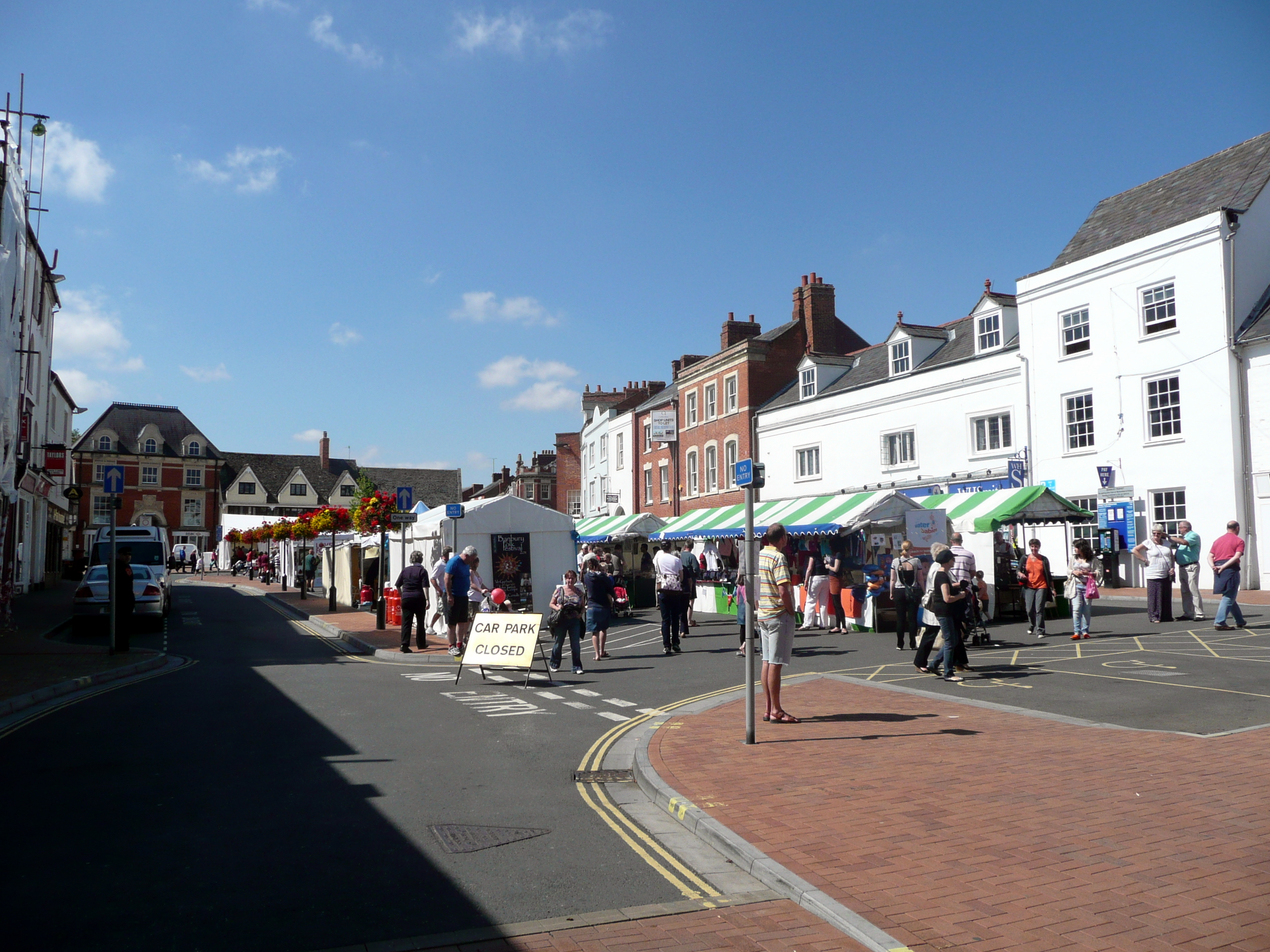
Ринкова площа Банбері
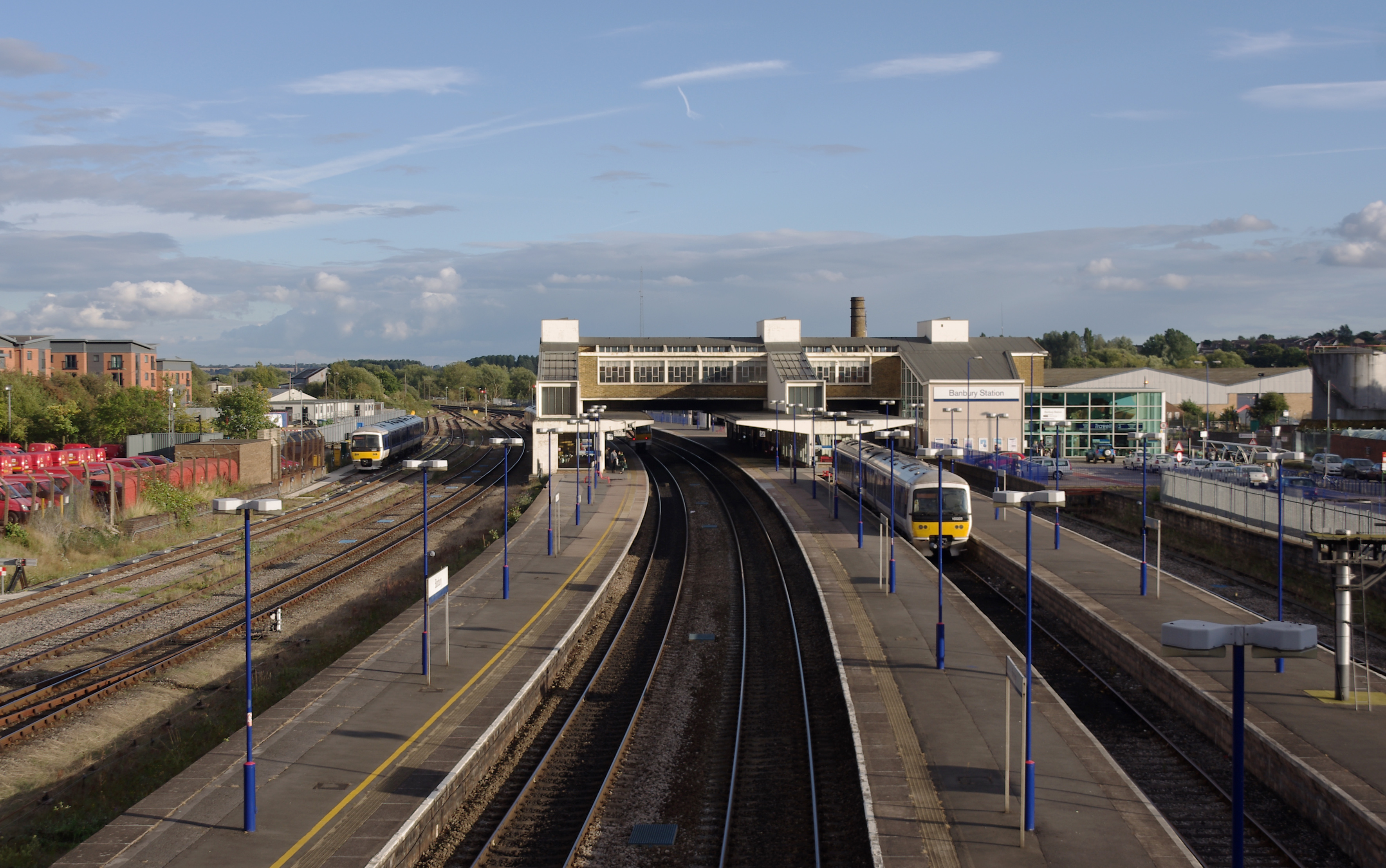
Залізнична станція Банбері
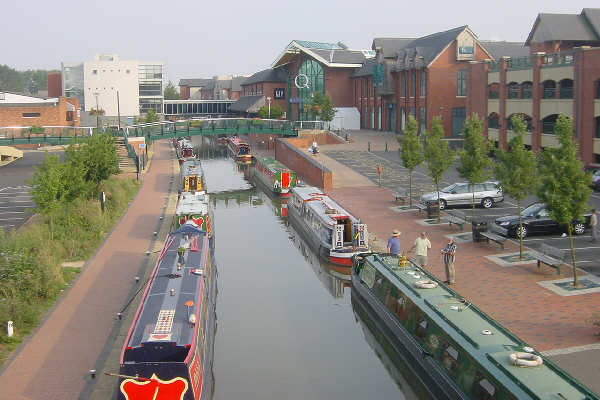
Торговий центр на каналі
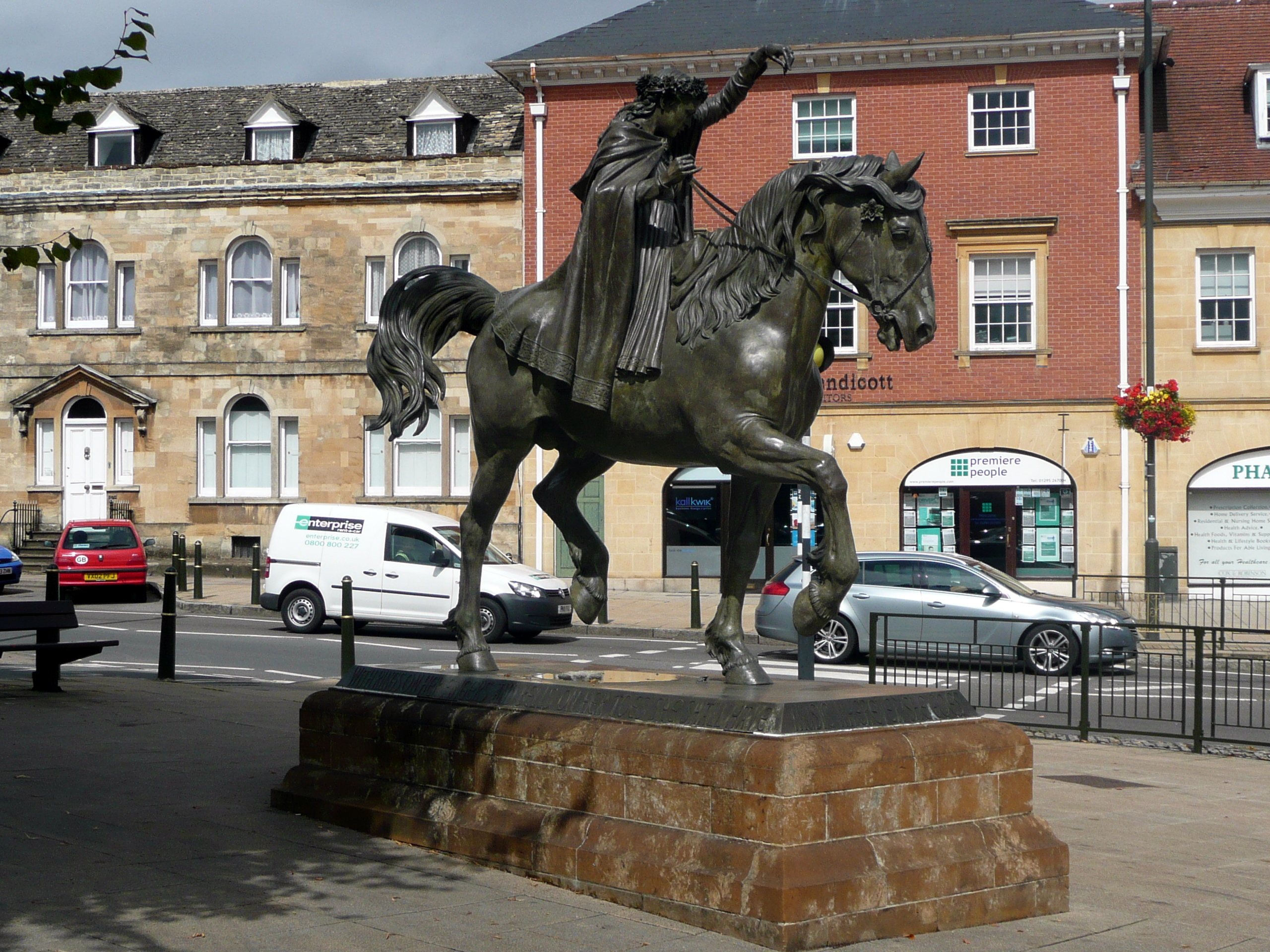
Статуя «Прекрасна леді»
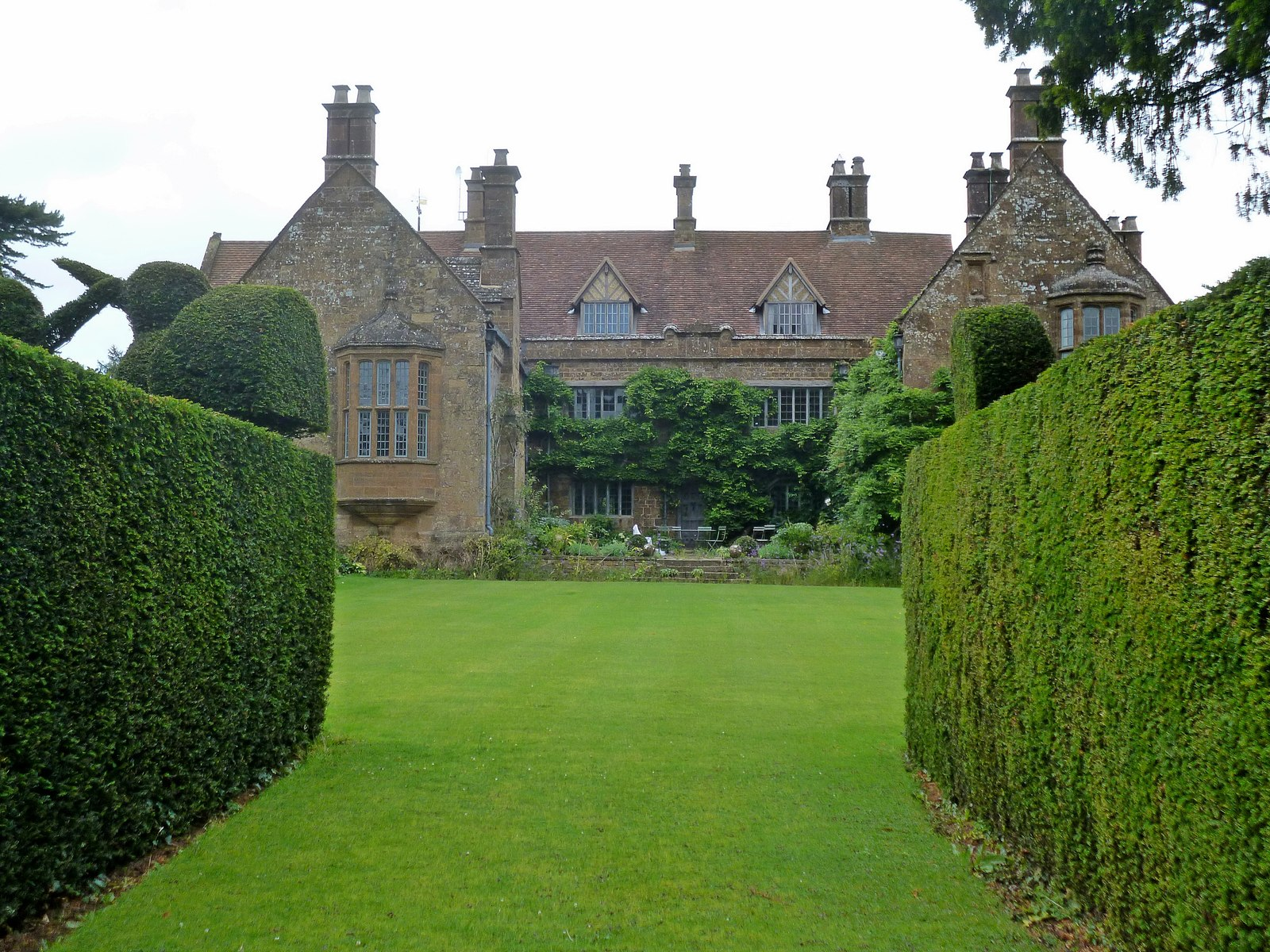
Садиба Вордінгтон